# Blackridge
Blackridge är en by i West Lothian i Skottland. Byn är belägen 37,9 km 
från Edinburgh. Orten har 2 000 invånare (2016).